# Fercé-sur-Sarthe
Fercé-sur-Sarthe és un municipi francès situat al departament del Sarthe i a la regió de País del Loira. L'any 2007 tenia 613 habitants.

## Demografia

### Població
El 2007 la població de fet de Fercé-sur-Sarthe era de 613 persones. Hi havia 222 famílies de les quals 43 eren unipersonals (23 homes vivint sols i 20 dones vivint soles), 70 parelles sense fills i 109 parelles amb fills.
La població ha evolucionat segons el següent gràfic:
Habitants censats

### Habitatges
El 2007 hi havia 293 habitatges, 220 eren l'habitatge principal de la família, 54 eren segones residències i 18 estaven desocupats. 272 eren cases i 8 eren apartaments. Dels 220 habitatges principals, 169 estaven ocupats pels seus propietaris, 50 estaven llogats i ocupats pels llogaters i 2 estaven cedits a títol gratuït; 4 tenien una cambra, 10 en tenien dues, 26 en tenien tres, 64 en tenien quatre i 116 en tenien cinc o més. 153 habitatges disposaven pel capbaix d'una plaça de pàrquing. A 77 habitatges hi havia un automòbil i a 132 n'hi havia dos o més.

### Piràmide de població
La piràmide de població per edats i sexe el 2009 era:
| Homes | Edats   | Dones |
| ----- | ------- | ----- |
| 0     | 95 o +  | 0     |
| 0     | 90 a 94 | 0     |
| 4     | 85 a 89 | 4     |
| 4     | 80 a 84 | 0     |
| 12    | 75 a 79 | 12    |
| 4     | 70 a 74 | 0     |
| 12    | 65 a 69 | 4     |
| 12    | 60 a 64 | 12    |
| 8     | 55 a 59 | 12    |
| 32    | 50 a 54 | 32    |
| 20    | 45 a 49 | 16    |
| 24    | 40 a 44 | 16    |
| 8     | 35 a 39 | 24    |
| 20    | 30 a 34 | 12    |
| 16    | 25 a 29 | 4     |
| 24    | 20 a 24 | 12    |
| 12    | 15 a 19 | 20    |
| 40    | 10 a 14 | 8     |
| 24    | 5 a 9   | 8     |
| 12    | 0 a 4   | 4     |

## Economia
El 2007 la població en edat de treballar era de 391 persones, 296 eren actives i 95 eren inactives. De les 296 persones actives 277 estaven ocupades (150 homes i 127 dones) i 20 estaven aturades (8 homes i 12 dones). De les 95 persones inactives 47 estaven jubilades, 25 estaven estudiant i 23 estaven classificades com a «altres inactius».

### Ingressos
El 2009 a Fercé-sur-Sarthe hi havia 216 unitats fiscals que integraven 622 persones, la mediana anual d'ingressos fiscals per persona era de 16.917 €.

### Activitats econòmiques
Dels 11 establiments que hi havia el 2007, 1 era d'una empresa extractiva, 5 d'empreses de construcció, 1 d'una empresa de comerç i reparació d'automòbils, 2 d'empreses d'hostatgeria i restauració, 1 d'una empresa immobiliària i 1 d'una empresa de serveis.
Dels 6 establiments de servei als particulars que hi havia el 2009, 2 eren paletes, 2 guixaires pintors, 1 lampisteria i 1 restaurant.
L'any 2000 a Fercé-sur-Sarthe hi havia 10 explotacions agrícoles que ocupaven un total de 425 hectàrees.

## Equipaments sanitaris i escolars
El 2009 hi havia una escola elemental.

## Poblacions més properes
El següent diagrama mostra les poblacions més properes.